# 減税日本
減税日本（げんぜいにっぽん、英: Tax Cuts Japan）は、日本の政党（政治団体）。愛知県の地域政党とされているが、かつては県外の地方議会にもわずかに議席を有しており、東京に事務所を構えて国政にも進出していた。2023年からは日本保守党と特別友党関係を締結している。現行の政策は2022年8月から掲げている。
略称は、「減税」。
2010年4月26日に河村たかし名古屋市長（当時）を代表とし、設立された。

## 概要
2010年、河村は自身の主張である以下の3政策を実現する条例案を名古屋市会に提出した。
- 市民税恒久的10%減税
- ボランティアの市民が市予算の使い道の一部を決める「地域委員会」の創設
- 議員報酬の半減（1600万円→800万円）

しかし、いずれも2010年2月の採決では否決され、ほぼ同じ内容の条例案を再提出したが4月21日に否決された。特に4月の採決時には1人の賛成しか得られなかったため、市会を解散するためのリコールを呼びかけ、同時に次回市会議員選挙にて自身の政策を支持する議員を当選させるために4月26日、「減税日本」を設立、自ら代表となった。リコール成立後の名古屋市会議員選挙において過半数には届かなかったものの公認候補28人が当選し第一党となる。その約1か月後の統一地方選において愛知県議会議員13名他6名の地方議員が当選、地方議員47名を抱える党となった。
2010年4月当初は地域政党として設立され、2012年10月には民主党を離党し減税に入党した国会議員が5人となったため国政での政党要件を満たした。
2012年11月に衆議院解散となる政局となった際に、一旦は河村代表は国会議員5人と共に太陽の党との合流を発表した。しかし、太陽の党が日本維新の会と合流を決定し、維新側が減税の合流を拒んだため断念した。最終的に「反TPP・脱原発・消費増税凍結を実現する党」と合流し「減税日本・反TPP・脱原発を実現する党」（略称:脱原発）の結成を経て最終的に嘉田由紀子滋賀県知事が2012年11月27日に立ち上げた日本未来の党に合流した。
同年12月16日執行となった第46回衆議院議員総選挙では、減税日本系候補者らは、日本未来の党公認候補として立候補していたが、全員が落選した。

### 日本未来の党分裂後
総選挙後、日本未来の党は生活の党と日本未来の党 (政治団体)に分裂したが、減税日本はいずれにも加わらなかった。反TPP・脱原発・消費増税凍結なども政策集から取り下げた。その後の国政選挙では減税日本や希望の党、日本維新の会などの公認で候補者を擁立したが議席の回復には至っておらず、減税日本は河村代表および名古屋市議、愛知県議を主体とする地域政党（政治団体）として事実上活動している。
党勢は凋落傾向が続いていた。しかし、2019年の統一地方選挙では名古屋市議会では第2党に躍進し、一時期は失っていた県議会の議席も回復した。

## 党史

### 国政
2010年
- 5月26日、河村は同年7月に行われる第22回参議院議員通常選挙において、愛知選挙区（改選数3）に候補者を擁立する構想があることをに明らかにした[13]が、後に断念した。

2011年
- 3月3日、民主党の佐藤夕子衆議院議員が名古屋市議会議員選挙で減税日本候補を応援するために民主党に離党届を提出[14]。5月13日に民主党離党届受理、5月18日に衆議院民主党会派離脱[15]。
- 4月24日、衆議院補欠選挙愛知県第6区で川村昌代を初の国政選挙に擁立したが落選。

2012年
- 3月14日、次期衆院選において愛知県、東京都などの選挙区で候補者を擁立を図るべく[16]、政治塾（河村たかし政治塾）を開講した[17]。その後同年4月には東京、東北に開講した。
- 5月29日、年次総会を開催し新役員発表、規約倫理規則改訂を発表。
- 6月4日、減税日本東京本部事務所設立を発表。
- 6月6日、東京都千代田区平河町の砂防会館内に東京本部事務所を開設[18]（約半年後に退去[19]）。
- 7月9日、設立記念パーティーを行い、次期衆議院選挙では愛知県内の全15選挙区に候補者を擁立する方針を明らかにした。
- 8月17日、河村は同月9日に民主党に離党届を提出した衆議院議員小林興起・小泉俊明の合流を発表した。小林は代表代行、小泉は幹事長に就任する。
- 8月21日、佐藤夕子の衆議院1人会派「佐藤ゆうこ政策研究会」（ただし国会では会派は2人以上と定められているため、1人会派は「国会における各会派に対する立法事務費の交付に関する法律」の適用に限られており、国会内では会派に所属しない無所属議員として扱われる）を解消し、小泉・小林は佐藤とともに新会派「減税日本」を届け出る方針を示した。河村は政治団体である減税日本が次期衆院選までに政党要件を満たすため5人以上の所属国会議員の確保を目指しており、小林・小泉は河村の呼びかけに応じた。また河村は同年9月5日の総決起大会までに更に2名以上の国会議員を確保し政党化を実現するとともに、今後も結成が予想される新党や大阪維新の会などとの連携を進め、第三極形成を模索するという考えを示した[20]。
- 8月26日、河村は次期衆議院議員総選挙では愛知県・岐阜県・三重県・静岡県の東海地方4県全33小選挙区への候補者擁立を目指す方針を明らかにした[21]。
- 8月28日、名古屋市のホテルで初の党大会を開いて綱領を発表し、「各種減税の実現」「税源、課税権の委譲を含む地域主権の推進」「真の住民自治の推進」を基本政策に国政への進出を目指す方針を鮮明にした[22]。
- 8月31日、河村は政党化を目指して10数名の民主党議員や民主党を離党した無所属議員に合流を呼びかけていたが、関西電力大飯原子力発電所の再稼働に反対して民主党を離党した平智之が新会派参加に応じ、衆議院に新会派「減税日本・平安」（4議席）を届け出た[23]。しかし9月5日の総決起大会までに予定していた人数の国会議員を確保することができず、同日に予定されていた平智之の党合流[注 3]と政党化発表は見送られた。河村は同年9月7日に改めて政党化について発表するという予定を示していたが[24]、再び延期。民主党代表選挙の流動的な情勢が影響し、河村らが声をかけていた民主党議員の間に模様眺めの雰囲気が広がったほか、連携をめぐり大阪維新の会との温度差が生じ、国会議員の確保が難航した[25]。
- 9月24日、日本維新の会幹事長の大阪府知事松井一郎は、理念や政策が大きく離れていることを理由に減税日本との連携・選挙協力はできないと表明、決別する意向を示した。（党名を日本維新の会と決定したのは9月9日。）
- 9月28日、日本維新の会が政党として発足した。減税日本との候補者調整についてはなお含みを残したものの、原則として全小選挙区に公認候補者を擁立する方針を強調し、減税日本が候補者を擁立する小選挙区にも対抗馬を立て、選挙で争う可能性についても言及した。松井は一方で、河村との関係が悪化し減税日本の政党化の動きに懐疑的な姿勢を示していた愛知県知事大村秀章に対しては「ほぼ一緒の考え方」と述べ、大村が率いる「中京維新の会」と協議の上活動を共にし、東海地方での候補者擁立の支援を得たいとの希望を示した[26]。ここに至って減税日本の政党化、他の新党との連携いずれも困難な状況と[27]なっている。一方他の新党との連携とは別に次期衆院選に向けて公認候補の公募を行い、また政党化に合わせ複数の地域で地方支部の設立準備を進めており、同年10月7日、初の地方組織となる「減税日本ギフ」を岐阜県岐阜市に設置した。
- 10月23日、東京都豊島区議の中田兵衛と、かつて河村の政策秘書を務めていた松浦武志が国民の生活が第一に入党した。同年30日に熊田篤嗣、水野智彦が入党[28]、31日に政党届を提出[29]して政党要件を満たした。略称は「減税」。なお、熊田の入党を受け、予てより減税日本が連携を模索してきた、日本維新の会代表の橋下徹は、「労働組合から全面的な応援を受けていたとも聞く。政策協議以前の問題となる」と名指しで批判した上で、同党との連携は困難との見解を示している[30]。
- 11月14日、河村代表は減税日本と太陽の党との合流を発表した[7]が、17日に太陽の党と日本維新の会の合流が決定。減税日本と太陽の党の合流が棚上げになり、16日時点で河村氏は名古屋市内で記者団に「そんなこと（合流撤回）はない。」と合流の撤回はないとしていた[31]
- 11月19日、橋本勉が入党届を提出[32]。20日に入党した[33]。11月21日、小林興起が離党届を提出した[33]。
- 11月21日、日本維新の会との合流を断念する意向を明らかにし[34]、11月22日に、河村代表は国会議員と共に「反TPP・脱原発・消費増税凍結を実現する党」と合流し「減税日本・反TPP・脱原発を実現する党」（略称:脱原発）[35]の結成に合意した[9]。この新党には、前日に離党届を提出したが日本維新の会の公認が得られなかった、小林興起も参加した[36]。尚、新党では河村と、民主党新党結成直前に離党した山田正彦元農水相が共同代表に、幹事長には亀井静香前国民新党代表が就くとしている[37]。また、結党記者会見の場で、新党代表の山田は「国民の生活が第一と、どういう連携、合流をしていけるかを相談しなければいけない。中道リベラルを追う仲間の集まりを作りたい」と述べ、今後、小沢一郎が率いる国民の生活が第一との合流も検討していることを明らかにしている[37]。なお、「減税日本・反TPP・脱原発を実現する党」は総務省への届けはなされないまま、嘉田由紀子滋賀県知事が2012年11月27日に立ち上げた日本未来の党に同日に合流することが決定した[38]。減税日本は国政政党としては日本未来の党に合流するが、名古屋圏を中心とする地域政党として存続する見込みが報じられた[39]。
- 12月16日、減税日本に所属する前議員すべてが日本未来の党へ合流し、第46回衆議院議員総選挙に党公認候補として立候補するも、全員が落選し国会での勢力を失った。選挙直前に旗印の「減税」が党名からなくなり、有権者に浸透しなかったことが敗因とも報道された[11]。河村はこの事態を受けて「今後、未来の党として活動するか離脱するかは、今回の候補者らと改めて協議する」と述べた[40]。12月末に日本未来の党は小沢一郎の要職起用を巡って代表に嘉田と小沢グループとの間で亀裂が起こって生活の党と日本未来の党に分裂したが、減税日本は小沢系の生活の党や嘉田の日本未来の党との関係について決められない状態であると報じられている[11]。

2013年
- 5月22日、弁護士で副代表の宇田幸生は、第23回参議院議員通常選挙に減税日本から出馬することを正式に表明した[41]。
- 同日、政治団体「減税日本ギフ」を改組して減税日本の支部とすることを決定[42]。
- 7月21日、第23回参議院議員通常選挙の愛知県選挙区（改選数3）において、宇田幸生は候補者10人中6位で落選。

2014年
- 1月8日、河村が日本維新の会幹事長の松井一郎らと会談。河村が維新との対等連携を持ち掛けたのに対し、維新側は減税日本の解党による維新への吸収合併と河村の代表代行就任を打診するなどし、結論は出ず継続して議論していくこととなった[43]。また、16日には維新・結いの党・減税3党の地方議員で勉強会を開催した[44]。
- 5月7日、河村が日本維新の会共同代表の石原慎太郎と会談し、維新と結いの党が合流してできる新党（のちの維新の党）に減税も合流したいという意向を伝えたが[45]、6月20日には河村と交流の深い石原が新党へ参加しないことや、減税支援者の反対もあり新党への合流を断念した[46]。
- 5月22日、前年に解散した「減税日本ギフ」の元代表が詐欺のほう助罪で起訴された[47]。
- 12月1日、12月14日執行の第47回衆議院議員総選挙で、愛知県第1区と愛知県第3区で候補者を擁立することを発表した[48]。
- 12月14日、第47回衆議院議員総選挙執行。候補者は全員落選。

2016年
- 4月14日、おおさか維新の会から合流を打診されていたことが明らかになったが、河村代表は「おおさか維新という名の政党への合流は、名古屋市長をしているので難しいと（松井一郎代表に）言った。『庶民党』『納税者党』などに変更できるのであれば可能」と語り、難色を示した[49]。
- 5月18日、河村代表はおおさか維新の会・松井一郎代表と会談し、第24回参議院議員通常選挙での選挙協力で合意したものの、参院選前の両党の合流については断念したことを表明し、合流協議については参院選後に繰り越すこととした[50]。
- 5月22日、ドッグカウンセラーの奥田香代が第24回参院選（愛知県選挙区）に出馬表明。減税日本とおおさか維新の会による選挙協力の協議の結果共同公認という異例の対処を取った（選管への届け出は減税日本公認）[51]。
- 7月10日、第24回参議院議員通常選挙執行。減税・おおさか維新共同公認の奥田香代は、愛知県選挙区において9人中6位で落選。
- 7月11日、おおさか維新の会は再び減税日本に合流を打診し、翌日にも河村代表が抵抗感を示していた「おおさか」を党名から外す方向で協議する[52]。
- 7月25日、河村代表はおおさか維新の会との合流協議再開の方針を明らかにし、翌日にも大阪市内で減税の鎌倉安男幹事長とおおさか維新の今井豊副代表らが会談した[53]が、その後の進展はなかった。

2017年
- 10月22日、第48回衆議院議員総選挙において、河村たかし代表が出馬に意欲を示したが断念。減税日本所属の名古屋市議2名が希望の党から出馬したが、いずれも落選した[54]。
- 11月30日、国政政党としての減税日本および東京本部事務所（減税日本東京）を解散[55][56]。

2019年
- 7月21日投開票の第25回参議院議員通常選挙に愛知県選挙区から日本維新の会と共同公認で岬麻紀を擁立（当初、届け出政党は減税日本の予定だったが諸派である事を考慮して日本維新の会公認に変更された[57]。）。投開票の結果、次点の5位で落選。

2021年
- 10月の第49回衆議院議員総選挙では候補者の擁立を断念した。愛知県知事リコール署名偽造事件を機に維新と疎遠になっていた[58]河村は、上田清司参議院議員が結成を目指していた新党との連携を模索し、河村自身の立候補も検討していたが、新党結成が見送られたことから公示日前日の10月18日に「努力してきたが今回はうまくいかなかった。残念極まる。候補者を立てるに至らなかった」と述べ擁立断念を発表した[59][60]。また、同選挙では前述の岬麻紀が愛知5区から維新公認で立候補し比例復活したが、このことについて河村は「当選して良かった。減税が5区に候補者を立てなかったことで、彼女にとって非常に良かったのでは。庶民革命を忘れんようにと、いうことを言いたい」とコメントした[61]。

2022年
- 3月27日、河村は、第26回参議院議員通常選挙愛知県選挙区（改選数4）に減税日本から元名古屋市副市長で過去に県議や減税日本の幹事長も務めた広沢一郎を擁立する考えを示し、日本維新の会に公認を申請する意向も示した[62]。
- 4月9日、河村、広沢と維新共同代表の馬場伸幸が記者会見を行い、広沢を維新公認で擁立すると発表した[63]。
- 7月10日の投開票の結果、次点で落選[64]。また、同参院選では維新が公認候補を擁立した埼玉県選挙区において、河村が対立候補の上田清司の応援に入り、維新側の不信を買った。このことは翌年の統一地方選での両党の共闘関係解消の伏線の一つとなった（後述）[65]。
- 10月には河村が参政党のタウンミーティングに出席したため、両党の連携などの憶測が流れた[66]が、最終的に協力関係の構築には至らなかった[67]。

2023年
- 5月21日、党会合を開き、次期衆院選で岐阜、静岡、愛知、三重の東海4県全てで候補者擁立を目指す方針を示した。今後、他党との連携を模索するとしている[68]。
- 10月17日、河村は作家の百田尚樹らと、政治団体「日本保守党」の結成記者会見を行った。百田が代表、河村が共同代表に就任し、減税日本副代表の広沢一郎が日本保守党の事務局次長に就任。併せて日本保守党との特別友党関係を締結した[69]。

2024年
- 10月15日告示、27日投開票の第50回衆議院議員総選挙では、河村が愛知1区に立候補するなど、保守党は30人の候補者を擁立。うち河村を含む5人が減税日本公認で地方選挙などへの立候補歴があり[70]、この他河村の秘書出身者なども擁立した[71]。投開票の結果、保守党は3議席を獲得。減税日本関係者では河村と、元県議の竹上裕子の2名が当選した[72]。

2025年
- 6月10日、7月に予定される第27回参議院議員通常選挙愛知県選挙区において、河村の秘書で前年の衆院選では保守党公認で立候補した田中克和を減税日本公認で擁立することを決めた。河村は保守党に田中の公認申請をしていたが、保守党は公認せず推薦にとどめた[73]。7月20日の投開票の結果、定数4人に対し6位で落選[74]。

### 名古屋市政
2010年
- 4月26日、減税日本が設立された。結党時には所属する名古屋市会議員は全くいなかったが、支援団体「ネットワーク河村市長」には40人ほどの公募による候補者が挙がっており、市民からの献金で資金面でのサポートを行っていくとしている[75]。
- 6月29日、市議会は河村の議員報酬半減案を否決。河村の再提案の恒久減税案については継続審議。
- 8月27日、支援団体「ネットワーク河村市長」が市議会解散を求めるリコール署名を開始。
- 11月26日、河村は市長辞職を表明。
- 12月17日、支援団体「ネットワーク河村市長」がリコールを本請求。
- 12月20日、名古屋市議会における会派を「減税日本ナゴヤ」とした。民主党所属で河村の元秘書だった則竹勅仁市議（中区選出）が減税日本ナゴヤに移籍[76]（減税日本ナゴヤ：1人）。
- 12月21日、名古屋市選管は、リコールの住民投票日と市長選挙の投票日を2011年2月6日と決定。
- 12月27日、翌年に行われる名古屋市会選挙の一次公認候補27人を発表した。候補者は市会解散のリコールに関わった人が大半で、主な職業は行政書士、自営業者、大学院生など。現職の名古屋市会議員である則竹も含まれている。減税日本は名古屋市議選の候補者に全員に対して河村市長の三大施策（「市民税減税の恒久化」「地域委員会の拡大」「市議報酬半減」）と任期制限（2期8年、則竹勅仁は任期制限の対象外）について同意書を提出させている[77]。名古屋市議選の候補以外でも類似の同意書の提出が義務付けられているかは不明。なお、党首の河村本人は国会議員時代から政党の決議によって党議員の議員活動を拘束する党議拘束に強く反対していた。この任期制限について河村は2018年4月には方針を撤回し、3期目出馬を容認する意向を表明している[78]。

2011年
- 2月6日、リコールの住民投票が行われる。解散賛成が7割を占めたことを受けて名古屋市議会が解散。
- 同日、名古屋市長選挙が行われる。河村代表は2選。
- 3月13日、名古屋市会選挙が行われる。定数75人に対し、41人を擁立した。選挙立候補者は河村の元秘書（ないしは元民主党出身者）・リコール署名活動に協力した関係者といった『身内』が多かった。結果、名古屋市議会での第1党（28議席）を獲得した。しかし目標としていた単独過半数（38議席）を獲得することはできなかった（減税日本ナゴヤ：28人）。
- 3月15日、初登庁後に開かれた会合で、団長に唯一前職だった則竹を任命した[79]。
- 3月24日、名古屋市会で第一党となった減税日本から中村孝太郎（昭和区選出）が議長に選出された。
- 6月3日、団長の則竹勅仁が、自らの公約であった費用弁償廃止を反故にして受け取っていた件と政務調査費の不適切処理の責任を取って、減税日本ナゴヤの団長辞任と会派離脱を表明[80]（減税日本ナゴヤ：27人）。
- 6月6日、河村は則竹に対し出処進退を明らかにするよう促し[81]、則竹は議員辞職を表明。これにより減税日本の済藤実咲が繰り上げ当選になったものの、所属議員が全て新人議員という極めて異例の状態になった[82]。後任の団長は浅井康正が就任した[83]。
- 6月16日、済藤実咲市議（中区選出）の繰り上げ当選が正式に決定（減税日本ナゴヤ：28人）。

2012年
- 3月9日、金城裕市議（瑞穂区選出）は、自身が経営する医療機器販売会社のホームページで、未承認の医療機器（磁石）を効能があると宣伝したとして、薬事法違反容疑で書類送検された。
- 3月14日、1年交代が慣例の市議会議長の続投の意向を示した中村孝太郎に対し「市議団の意向を無視した」として会派から除名する処分をした[84]（減税日本ナゴヤ：27人）。
- 3月19日、中村孝太郎は議長を辞任。
- 3月22日、減税日本ナゴヤに退会届を提出した市議4人（舟橋猛、堀田太規、玉置真悟、加藤修）と、先に除名されていた1人（中村孝太郎）が新会派「減税日本新政会」を設立した。団長は舟橋猛。減税日本新政会は、会派設立理由として、減税日本ナゴヤが中村前名古屋市議長を処分したこと、その後減税日本ナゴヤから立候補した副議長（田山宏之）が、議会の過半数から信任を受けないまま副議長に就任したことなどを挙げ、そうした状況下で「河村市長の提唱する三大公約」を再構築し、議会全体と対話や議論をしながら実現に向けて行動するため新会派「減税日本 新政会」を立ち上げたと発表した[85]。
- 4月2日、減税日本は党として、減税日本新政会の結成を主導した舟橋猛、玉置真悟の2市議を「党の結束を乱した」として除籍した。また減税日本ナゴヤは、会派として減税日本新政会に参加した舟橋猛、堀田太規、玉置真悟、加藤修の4市議を処分した[86][87]（減税日本ナゴヤ：23人）。
- 4月16日、山嵜正裕市議（中川区選出）が減税日本ナゴヤからの離団を決め、中川貴元議長に一人会派「減税日本クラブ」の結成届を提出した[88]。のちに山嵜は減税日本新政会に合流している[89]（減税日本ナゴヤ：22人）。
- 7月30日、河合優市議（緑区選出）が公費による視察に女性を同行させていた問題で、説明責任が不十分として、1か月の党員資格停止処分にした。
- 7月31日、減税日本の市議団、減税日本ナゴヤに所属していた河合優市議を除籍処分にした。同市議は「やめたくない。辞職勧告が決議されても続ける」と話し、離党届を提出したが減税日本は受理しなかった。市議は前日の7月30日14時40分頃に、名古屋市緑区内の国道をポルシェで走行中に、信号待ちをしていた乗用車に追突。市議は「ぶつかってない」と言い残し、急発進しており、現在自動車運転過失傷害と道交法違反容疑が掛けられている。なお河合市議は辞職しない方針だが、その場合減税日本は、河合市議の辞職勧告や除名に向けて市議会各会派に働きかける方針である[90]（減税日本ナゴヤ：21人）。
- 8月3日、除名された河合優市議が、1人で新会派「無所属クラブ」の結成届を議会事務局に提出、受理された。なお名古屋市では会派を結成することで、議員1人当たり月50万円の政務調査費が税金から支給されるようになる[91]。
- 9月11日、名古屋市会は議員総会において「河合優議員に対する議員辞職勧告決議」を全会一致で可決した[92]。

2013年
- 2月26日、済藤実咲が減税日本ナゴヤを離団。後に済藤は減税日本新政会に合流した（減税日本ナゴヤ：20人）。
- 2月28日、宇佐美汝久愛市議（港区選出）が減税日本ナゴヤを離団。宇佐美は一人会派「地方分権改革会」を結成した（減税日本ナゴヤ：19人）。
- 3月1日、名古屋市議会派「減税日本新政会」は「（減税日本は）衆院選での合流劇など、河村市長が何をしたいのか全く見えない。減税日本の名にこだわる必要がなくなった」として、会派名から「減税日本」を取って「新政会」に名称変更。
- 3月2日、片桐栄子市議（熱田区選出）が減税日本ナゴヤを離団。前年12月の第46回衆議院議員総選挙に出馬した東郷哲也市議（守山区選出）が自動失職したことにより19人から18人になっていた自由民主党名古屋市会議員団と並ぶ（減税日本ナゴヤ：18人、自民党：18人）。
- 3月25日、自民党名古屋市会議員団所属の藤沢忠将（南区選出）が名古屋市長選に出馬するため辞職（減税日本ナゴヤ：18人、自民党：17人）。
- 3月27日、荒川和夫市議（瑞穂区選出）が減税日本ナゴヤを離団し、一人会派「名古屋市民クラブ」を結成したことを明らかにした（減税日本ナゴヤ：17人、自民党：17人）。
- 4月21日、名古屋市長選挙が行われる。河村代表は3選。一方で名古屋市議選守山区補選で自民党公認候補が当選したため、減税日本ナゴヤは名古屋市議会勢力数で自民党に抜かれ、第一会派から第二会派に転落した。
- 8月13日、減税日本の名古屋市議団幹事長の中村孝道（南区選出）[注 4]に対し、議員辞職を勧告。2011年に元事務所スタッフに支払った給与について、実際の支払額よりも多い領収書を添付して報告し、市から政調費を過大に受け取った疑いが浮上したため。中村は広沢一郎幹事長に対し、勧告に応じない意向を示した[96]。
- 8月13日、中村孝道市議が、2010年の市議会解散を求める直接請求（リコール）で集めた約2千人分の署名簿の写しを紛失していたことが、減税日本関係者の証言により明らかになった[97]（その後、同署名簿の写しは河村たかし市長の支援団体「ネットワーク河村市長」に返還された[98]）。
- 9月2日、中村孝道は、幹事長職と議会運営委員会委員の辞任願を名古屋市会議長に提出した[99]。
- 10月4日、黒川慶一市議（千種区選出）が事務所費の領収書を偽造し、政務調査費を不正に受給していたことが発覚。また、黒川が政調費に充てたガソリン代53件のうち7件が他人のガソリン代だった[100]。
- 12月6日、湯川栄光市議（南区選出）に対し、名古屋市会は、「湯川栄光議員の態度は、総務環境委員長としてみずからが発議方を要請した決議案に対する職責を無責任に放棄するもの」として問責決議案を賛成多数により可決した[101]

2014年
- 1月30日、中村孝道と黒川慶一は、政務調査費を不正受給したとして減税日本ナゴヤから除名処分を受けた（減税日本ナゴヤ：15人）。
- 3月18日、中村孝太郎市議は結いの党に入党した。
- 3月22日、湯川栄光は市政報告会を開いた際、市の制度「市政出前トーク」を利用して市職員に豪雨対策の説明を行わせた。市はこの制度に2013年度、28万円の予算を計上しており、湯川に対し「政治活動目的の会合に職員を派遣したと受け取られる」として抗議した[102]。
- 4月1日、減税日本ナゴヤから離脱した「新政会」は解散し、7名のうち4名は「民政クラブ・一貫正義」を結成した。あとの3名は一人会派をそれぞれ結成した。中村孝太郎は八風の会を、済藤実咲は民和会を、玉置真悟は政和クラブを結成した。
- 5月1日、河村を補佐する市の特別職の秘書に、河村の衆院議員時代の政策秘書だった北角嘉幸が就任した。
- 5月26日、「民政クラブ・一貫正義」は2名（中村孝太郎、片桐栄子）を加え、さらに名前を変えて「民政クラブ」となった。
- 11月11日、冨田英寿市議（中村区選出）が減税日本ナゴヤを離団する意向を固めた（減税日本ナゴヤ：14人）。
- 12月11日、園田晴夫市議（北区選出）と林直樹市議（中川区選出）と近藤徳久市議（東区）の3名が減税日本を離党した（減税日本ナゴヤ：11人）[103][104]。

2015年
- 4月12日、名古屋市議選で定数75人に対して18人を擁立し、選挙前勢力を1人上回る12人が当選した（減税日本ナゴヤ：12人）。
- 10月21日、高橋圭三市議（中区選出）が死去。12月6日に補欠選挙が行われ、元県議の佐藤敦が当選[105]。

2017年
- 10月4日、第48回衆議院議員総選挙に立候補するため佐藤夕子（東区選出・党副代表）及び余語冴耶香（緑区選出・党政策委員長）が辞職[106]。それに伴う補選では減税は独自候補の擁立を断念した[107]（減税日本ナゴヤ：10人）。

2018年
- 7月6日、鎌倉安男市議（守山区選出・党総務委員長、前幹事長）が離党した（減税日本ナゴヤ：9人）[108]。離党の理由は中志段味特定土地区画整理事業に関する市の責任を追及するためとしている[109]。

2019年
- 4月7日、名古屋市議選で、改選前の8議席を大きく上回る14議席を獲得し、公明や共産を抜いて第3会派に躍進した[110]（減税日本ナゴヤ：14人[111]）。
- 9月20日、前田恵美子市議（瑞穂区選出）が市議会都市消防委員会で「伊勢湾台風で街がきれいになった」と発言。同発言に関する引責を取る形で党籍を残したまま会派を離団。一人会派「無所属の会」を結成（減税日本ナゴヤ：13人）[112][113]。

2021年
- 6月14日、会派の幹事長人事を巡る混乱に対する是正措置が取られていないなどとして増田成美市議（緑区選出）が離党届を提出。翌15日に受理され、会派も離脱した（減税日本ナゴヤ：12人）[114]。
- 8月19日、手塚将之市議（千種区選出）が離団、その後除籍（減税日本ナゴヤ：11人）[115]。
- 8月20日、2019年に失言の責任を取り離団した前田恵美子市議（瑞穂区選出）が復団（減税日本ナゴヤ：12人）[116]。

2022年
- 8月29日、河村は翌年の名古屋市議選について、現職を含む減税日本の候補を日本維新の会の「特別党員」とした上で、両党が共同公認とする方向で調整していると明かした[117]。
- 11月7日、河村は翌年の市議選で候補者を維新と共同公認する協議が決裂したと明らかにした。減税と維新の県支部である愛知維新の会は、名古屋市議選で共同公認で擁立する方向で検討を進めていたが、維新の党本部側が難色を示し、維新側は減税の候補を維新の公認とし、減税は推薦にとどめる案を提示したが、共同公認にこだわる減税側と折り合えなかった[118]。維新側が強硬姿勢に出た背景には、参院選埼玉県選挙区で河村が維新の対立候補を応援したことや、前回の名古屋市議選では減税候補を推薦するのみで公認候補を擁立できなかったことから、減税に対する不満があったとされる[65]。その後も減税側は維新との関係改善の糸口を模索したが、11月24日に維新が元減税市議団長の手塚将之を公認すると発表すると、河村が「減税が公認して出てきた人間を、維新が公認するなんてとんでもない。徹底的に戦う」と述べるなど強く反発し、対決姿勢を鮮明にした[119]。

2023年
- 2月17日、鹿嶌敏昭市議（西区）、前田恵美子市議（瑞穂区）、河本有子市議（守山区）の3人が離党する見通しと報じられた。減税側は3人について「より若い新人で得票を狙うことにした」として、前年末に市議選で公認しないことを決定していた[120]（減税日本ナゴヤ：9人）。その後3人は維新に移籍した。
- 3月31日、第20回統一地方選挙の一環として行われる名古屋市議選の告示が行われ、減税は9選挙区で維新と競合することとなった。減税は「ナゴヤのことはナゴヤで決めよみゃあ」をスローガンに掲げ、連日街頭に立ち続けた河村は「減税は公認をやめて全部維新の公認にと。政策などは維新に従ってくれと。何考えとんだ。私ども大阪の属国ではねえでよ」と維新批判を繰り返した。4月9日の投開票の結果、減税は前回と並ぶ14議席を獲得し議席を回復させ、存在感を見せつけた。一方で維新は1議席にとどまり、減税からくら替えした候補は全員が落選した[121]。河村は選挙結果について「名古屋のことは名古屋でということ。反自民の受け皿として名古屋は減税がある」と述べた[122]。また、「江戸幕府を倒すには連携し合った方がいい」とも述べ、維新との関係改善に含みを持たせた[123]。（減税日本ナゴヤ：14人）
- 10月26日、村瀬貴代美市議（中村区）が離党届を提出。村瀬は日本保守党との特別友党関係締結について、「河村氏が独断で物事を進め、愛想が尽きた。共に活動することに限界を感じた」とコメントした[124]。（減税日本ナゴヤ：13人）
- 12月26日、金城裕（瑞穂区）、野田留美（守山区）両市議が会派を離団し、新会派「なごや陽向の会」を結成。両市議は離団の理由について、「会派運営に思うところがあった」と述べた[125]。（減税日本ナゴヤ：11人）

2024年
- 3月22日、党幹事長の北角嘉幸市議が離団し、新会派「新生会」の届け出をした[126]。（減税日本ナゴヤ：10人）
- 9月10日、沢田仁実市議（港区）が離団し、1人会派「きらめき未来」を結成した[127]。（減税日本ナゴヤ：9人）
- 11月24日、河村の衆議院鞍替えに伴う名古屋市長選挙の投開票が行われ、河村から後継指名を受けた減税日本副代表の広沢一郎が前参議院議員の大塚耕平らを破り当選[128]。
- 11月27日、中川敦史市議（中川区）が離団し、1人会派「なごや創政会」を結成した。中川は第50回衆議院議員総選挙で日本保守党公認・減税日本推薦の候補者ではなく、他党の候補者を支援したほか名古屋市長選挙では広沢ではなく大塚を支援していた[129][130]。（減税日本ナゴヤ：8人）
- 12月1日、減税日本ナゴヤを離団していた村瀬と沢田が自民市議団に入団した[131]。

### 愛知県政その他の地方政治
- 大阪府知事橋下徹の大阪維新の会との連携もあると報じられ、河村自らが所属している民主党の市議会議員からの参加も呼びかけた[132]。また、愛知県知事の大村秀章が率いる日本一愛知の会との連携を行い、基本的に名古屋市内では減税日本が候補者を擁立することになった[133]（一宮市などで例外あり[134]）。
- さらに、静岡市長選挙[135]など全国の首長選挙や地方議員選挙[136]への候補者擁立を打ち出しており、地域政党から全国規模の政党への脱皮を図りつつある。なお、以前に河村は他自治体での候補擁立に含みを持たせた発言をしていた[137]。
- 2011年4月10日、統一地方選挙の前半戦が行われる。愛知県議会議員選挙で中村区と中川区を除く14区で候補者21人を擁立し、熱田区を除いた13区で議席を獲得した（県会議員：13人）。しかし、愛知県議会議員選挙の名古屋市以外の選挙区、岐阜県議選（岐阜市選挙区）、三重県議選（伊賀市選挙区）、静岡市長選挙などでは敗北を喫した。
- 同年4月24日、統一地方選挙の後半戦が行われる。首長選挙では全ての候補が落選した。一方で、推薦候補を含めれば41%に当たる23人（うち公認は11人中5人）が当選した。尾張旭市議会議員選挙において党所属の松本和夫（「減税尾張旭」公認）が当選し[138]、名古屋市外から初めて減税日本所属の地方議員が誕生した[139]。
- 2012年3月9日、東裕子愛知県議（名古屋市千種区選出）は、自身が経営する健康食品販売会社のホームページで、未承認の医薬品を効能があると宣伝したとして、薬事法違反容疑で書類送検された。
- 2013年8月9日、錦見輔愛知県議（名古屋市天白区選出）が議員辞職をした（県会議員：12人）。2012年度の元秘書への給与として167万円余りを支払い、このうち134万円余りを政務調査費から支出したとされる。しかも錦見は、実際に元秘書には41万円程度しか支払っていなかったことを明らかにした[140]。
- 2014年7月1日、半田晃士愛知県議（名古屋市西区選出）が前年度、海外視察を知人女性に依頼し、政務活動費から委託費73万円を支出していたことが判明した[141]。7月17日、半田は離党（県会議員：11人）。
- 同年12月2日、広沢一郎愛知県議（名古屋市瑞穂区選出）が第47回衆議院議員総選挙に出馬し辞職（県会議員：10人）。
- 2015年2月12日、東裕子愛知県議が離党し、次世代の党に入党（県会議員：9人）[142]。
- 同年3月17日、第18回愛知県議会議員選挙の立候補予定者説明会が開かれる。同説明会の出席者一覧より、荒深久明臣県議（名古屋市北区選出）、平岩登県議（名古屋市港区選出）、岡江智子県議（名古屋市南区選出）、三宅功県議（名古屋市名東区選出）らは無所属で立候補することが判明した（県会議員：5人）[143]。
- 同年4月12日、第18回愛知県議会議員選挙に4人を擁立したが、全員落選した[144]（県会議員：0人）。
- 同年4月26日、尾張旭市議会議員選挙に減税日本を離党して立候補した現職の松本和夫（「改革尾張旭」公認）が落選した[145]。
- 2019年4月の愛知県議選では2名の候補者を擁立し、西区では新人の島袋朝太郎が当選[146][147]（県会議員：1人）。
  - 同月、日進市議会議員選挙で公認候補で新人の古川寿雄が当選。古川は2023年4月の市議会議員選挙に無所属で立候補したが落選。
- 2019年7月、岐阜県可児市議会議員選挙で公認候補で新人の中野喜一が当選。中野は2023年7月の市議会議員選挙に無所属で立候補したが落選。
- 2022年2月、愛知県議会議員補欠選挙（豊橋市選挙区）で公認候補で新人の竹上裕子が当選[148]（県会議員：2人）。
- 2022年3月18日、県議会に届け出ている所属団体名を「減税日本」から「減税維新」に変更する手続きに入った。減税は日本維新の会の支部である愛知維新の会と協力関係にあり、同年夏の参院選や翌年の統一地方選を見据え改名することとなった。一方で名古屋市議会の会派名「減税日本ナゴヤ」は改名しなかった[149]。
- 2022年11月、翌年の第20回統一地方選挙での減税と維新の選挙協力が白紙になったことを受け、同月22日までに減税日本の県議2名（島袋、竹上）が特別党員として所属していた維新を離党した[150]。
- 2023年4月9日、愛知県議会議員選挙の投開票が行われ、減税日本は3議席を獲得した[151]（県会議員：3人）。統一地方選では愛知県内の一般市議選や、岐阜県議選、埼玉県和光市議選にも候補者を擁立したが、いずれも落選した[152]。
- 2025年6月22日投開票の東京都議会議員選挙に公認候補者を1人擁立したが[153]、落選した[154][155]。

## 政策
政策を適宜公開しており、2023年11月時点で2022年8月verが最新である。
- 各種減税。特に地方税（県民税・市町村民税）10%減税、消費税減税(5→4%)[156]
- 議員報酬の大幅削減（実績：名古屋市議1600万円→800万円/年）
- ボランティアの市民が市予算の使い道の一部を決める「地域委員会」の創設
- 行財政改革により小さい政府を目指す新自由主義的性格を有しつつも、マクロ政策として減税や財政出動による景気回復を主張する上げ潮派的側面もある。また官の役割を小さくし、NPO等による「新しい公共」がそれを補完することを目指している。主要政策である減税の目的の一つは新しい公共拡充のための寄付文化の醸成としている。
- 道州制・中京都構想[5]。

地域主権型道州制国民協議会理事長の村橋孝嶺は減税日本を「日本版ティーパーティー」と表現した。

## 役職

### 役員表
- 2025年度[158]

| 代表                          | 河村たかし                   |
| 代表代行                      | 広沢一郎                     |
| 副代表                        | 佐藤夕子                     |
| 幹事長                        | 大谷智洋                     |
| 幹事長代行                    | 大村光子                     |
| 選挙対策委員長 公認審査委員長 | 大田富彦                     |
| 政策委員長                    | 佐藤夕子                     |
| （副委員長）                  | 田山宏之 島袋朝太郎 永井友理 |
| 組織委員長                    | 大村光子                     |
| （副委員長）                  | 鈴木孝之                     |
| 広報委員長                    | 井上慎也                     |
| （副委員長）                  | 田中克和 織田敏之            |
| 政治塾実行委員長              | 古林千恵                     |
| （副委員長）                  | 豊田薫 大橋享 青木裕典       |
| 女性活躍推進局長              | 古林千恵                     |
| 三河支部支部長                | 竹上裕子                     |
| 事務局長                      | 渡邊紀明                     |
| 会計監査                      | 服部徹                       |

### 歴代の役員表
| 代表       | 代表代行 | 副代表     | 副代表    | 幹事長     | 総務委員長 | 政策委員長 | 選挙対策 委員長 | 就任年月   |
| ---------- | -------- | ---------- | --------- | ---------- | ---------- | ---------- | --------------- | ---------- |
| 河村たかし |          |            |           |            |            |            |                 | 2010年4月  |
| 河村たかし | 佐藤夕子 | 川村昌代   | 2011年4月 |            |            |            |                 |            |
| 河村たかし | 佐藤夕子 |            | 広沢一郎  | 2011年8月  |            |            |                 |            |
| 河村たかし | 佐藤夕子 | 林直樹     | 広沢一郎  | 中田兵衛   | 広沢一郎   | 2012年5月  |                 |            |
| 河村たかし | 佐藤夕子 | 林直樹     | 小林興起  | 中田兵衛   | 広沢一郎   | 小泉俊明   | 2012年8月       |            |
| 河村たかし | （空席） | 林直樹     | （空席）  | （空席）   | 広沢一郎   | 広沢一郎   | 広沢一郎        | 2012年12月 |
| 河村たかし | （空席） | 林直樹     | 佐藤夕子  | 宇田幸生   | 広沢一郎   | 広沢一郎   | 田山宏之        | 2013年5月  |
| 河村たかし | （空席） | 林直樹     | 佐藤夕子  | 2013年11月 | 広沢一郎   | 広沢一郎   | 田山宏之        |            |
| 河村たかし | （空席） | 林直樹     | 佐藤夕子  | （空席）   | 2014年5月  | 広沢一郎   | 田山宏之        |            |
| 河村たかし | （空席） | 鎌倉安男   | 佐藤夕子  | （空席）   | 鈴木孝之   | 2015年5月  | 田山宏之        |            |
| 河村たかし | （空席） | 鎌倉安男   | 佐藤夕子  | （空席）   | 鈴木孝之   | 2016年6月  | 田山宏之        |            |
| 河村たかし | （空席） | 鎌倉安男   | 佐藤夕子  | （空席）   | 鈴木孝之   | 余語冴耶香 | 2017年7月       |            |
| 河村たかし | （空席） | 余語冴耶香 | 佐藤夕子  | （空席）   | 鈴木孝之   | 鎌倉安男   | 田山宏之        | 2018年4月  |
| 河村たかし | （空席） | 余語冴耶香 | 佐藤夕子  | （空席）   | 鈴木孝之   | 鹿嶌敏昭   | 田山宏之        | 2018年7月  |
| 河村たかし | （空席） | 余語冴耶香 | 佐藤夕子  | （空席）   | 田山宏之   | 鹿嶌敏昭   | 鈴木孝之        | 2019年     |
| 河村たかし | （空席） | 余語冴耶香 | 佐藤夕子  | （空席）   | 広沢一郎   | 鹿嶌敏昭   | 鈴木孝之        | 2022年8月  |
| 河村たかし | （空席） | 広沢一郎   | 佐藤夕子  | 北角嘉幸   | 古林千恵   | 中川敦史   | 広沢一郎        | 2023年5月  |
| 河村たかし | （空席） | 広沢一郎   | 佐藤夕子  | 大谷智洋   | （廃止）   | 豊田薫     | 広沢一郎        | 2024年     |
| 河村たかし | 広沢一郎 |            | 佐藤夕子  | 大谷智洋   | （廃止）   | 豊田薫     | 大田富彦        | 2024年12月 |
| 河村たかし | 広沢一郎 | 佐藤夕子   | 佐藤夕子  | 大谷智洋   | （廃止）   | 2025年     | 大田富彦        |            |

| 代 | 画像 | 代表       | 在職期間             |
| -- | ---- | ---------- | -------------------- |
| 1  |      | 河村たかし | 2010年4月26日 - 現職 |

## 党勢

### 国政

#### 衆議院
| 選挙         | 当選/候補者 | 定数 | 得票数（得票率） | 得票数（得票率） | 備考                                      |
| 選挙         | 当選/候補者 | 定数 | 選挙区           | 比例代表         | 備考                                      |
| ------------ | ----------- | ---- | ---------------- | ---------------- | ----------------------------------------- |
| （結党時）   | 1/-         | 480  |                  |                  | 入党+5                                    |
| 第46回総選挙 | 0/-         | 480  | -                | -                | 日本未来の党へ合流、全員落選。            |
| 第47回総選挙 | 0/2         | 475  | 32,759（0.06%）  | -                |                                           |
| 第48回総選挙 | 0/-         | 465  | -                | -                | 希望の党から出馬。減税系候補は全員落選。  |
| 第49回総選挙 | 0/-         | 465  | -                | -                |                                           |
| 第50回総選挙 | 0/-         | 465  | -                | -                | 日本保守党から出馬。減税系候補は2名当選。 |

#### 参議院
| 選挙           | 当選/候補者 | 非改選 | 定数 | 得票数（得票率） | 得票数（得票率） | 備考                         |
| 選挙           | 当選/候補者 | 非改選 | 定数 | 選挙区           | 比例代表         | 備考                         |
| -------------- | ----------- | ------ | ---- | ---------------- | ---------------- | ---------------------------- |
| （結党時）     | 0/-         |        | 242  |                  |                  |                              |
| 第23回通常選挙 | 0/1         | 0      | 242  | 152,038（0.28%） | -                |                              |
| 第24回通常選挙 | 0/1         | 0      | 242  | 218,171（0.38%） | -                | おおさか維新の会との共同公認 |
| 第25回通常選挙 | 0/1         | 0      | 245  | 269,081（0.53%） | -                | 日本維新の会との共同公認     |
| 第26回通常選挙 | 0/1         | 0      | 248  | 351,840（0.66%） | -                | 日本維新の会との共同公認     |
| 第27回通常選挙 | 0/1         | 0      | 248  | 254,938（0.43%） | -                |                              |

### 名古屋市政
| 選挙         | 当選/候補者 | 定数 | 備考                               |
| ------------ | ----------- | ---- | ---------------------------------- |
| （結党時）   | 1/-         | 75   | 入党+1                             |
| 2011年市議選 | 28/41       | 75   | 繰上当選+1、離団-10、除名-8        |
| 2015年市議選 | 12/18       | 75   | 離団-1、辞職-2、補選当選+1、死去-1 |
| 2019年市議選 | 14/18       | 68   | 離団-6、復団+1                     |
| 2023年市議選 | 14/17       | 68   | 離団-6                             |

### 愛知県政
| 選挙         | 当選/候補者 | 定数 | 備考           |
| ------------ | ----------- | ---- | -------------- |
| （結党時）   | 0/-         | 103  |                |
| 2011年県議選 | 13/21       | 103  | 離団-6、辞職-2 |
| 2015年県議選 | 0/4         | 102  |                |
| 2019年県議選 | 1/2         | 102  | 補選当選+1     |
| 2023年県議選 | 3/13        | 102  |                |

### 所属政治家
※2024年現在
- 首長
  - 広沢一郎（愛知県名古屋市長）
- 国会議員
  - 河村たかし（愛知1区）
  - 竹上裕子（比例東海ブロック）
- 地方議員
  - 愛知県 :愛知県議会（3名）、名古屋市議会（8名）

## 不祥事
リコール署名名簿複製利用問題
2010年8月に行った名古屋市会解散を求めるリコール活動で集めた署名が、市の選挙管理委員会に提出前に複製され、それが2011年3月の名古屋市議会議員選挙で選挙運動用に使っていたのではないかという疑惑が浮上した。
この署名名簿は住所や生年月日などをサイン・押印されたものをスキャナでスキャンしたもの。この署名名簿は落選した候補者が所持しており、当時は候補者だった同党に所属の議員から3月上旬にもらったものだと証言している。同様に、他の落選した候補者も関係者から渡されたと証言している。なお、支援団体「ネットワーク河村市長」関係者や前述の市議は、複製データの存在を否定したものの、支援団体関係者は「責任者が団体で集約する前に複製できる余地があるため調査したい」と話している。河村も「もし聞いていたら、プライバシーの観点から止めるよう言ったと思う」と話している。
なお、署名名簿は『政治活動目的の名簿』とみなされ、個人情報保護法の対象外とされるため、複製・選挙目的利用は違法にはならないとされている。
2012年4月18日の名古屋市議会議会運営委員会理事会に「署名簿を一切の選挙活動、政治活動に使用しない。リコール署名簿は既に回収され、各議員の所にはコピーも含めて残っていない。」と報告した。
議員報酬を巡る齟齬
議員報酬半減を巡る意見の相違で、幹事長の舟橋猛と幹事の玉置真悟が辞任する事態が起こった。
減税日本が練った議員報酬半減の原案は「月額50万に夏・冬の賞与がそれぞれ100万の計800万」としていた。しかし、新人議員の27人は2011年の夏の賞与が満額より70万少ないものになるため、上乗せするべきだと一部の議員が要求していた。「報酬半減を掲げて当選した」ことを理由に原案通りで決着したものの、額が減ることを事前に言うべきだとの批判が出ていた。船橋は「（則竹を除き全てが新人議員のため序列・党議拘束を持たないことから意見の一致が見られない）会派と会派の意見を求める他党との板挟みにあった」と辞任に至った心情を説明している。
なお、この2名は離党はせず党内に留まり活動を続けることになった。